# Casiphia thibeticola
Casiphia thibeticola är en skalbaggsart som beskrevs av Leon Fairmaire 1894. Casiphia thibeticola ingår i släktet Casiphia och familjen långhorningar.
Artens utbredningsområde är Tibet. Inga underarter finns listade.